# Li Qiang
Li Qiang (în chineză: 李强; n. 23 iulie 1959, Rui'an⁠(d), Republica Populară Chineză) este un politician chinez care ocupă funcția de premier al Chinei din martie 2023. În octombrie 2022, a fost promovat ca al doilea membru ca rang în cadrul Comitetului permanent al Biroului Politic al Partidului Comunist Chinez. Între 2017 și 2022, Li a fost secretar de partid al orașului Shanghai, unde a promovat politici favorabile mediului de afaceri și a gestionat răspunsul la pandemia de COVID-19.
Li Qiang este considerat membru al „Noii Armate Zhijiang”, o facțiune a Partidului Comunist Chinez apropiată de Xi Jinping, secretarul general al partidului și liderul suprem al Chinei din 2012. Relația strânsă dintre cei doi a început la mijlocul anilor 2000, când amândoi dețineau funcții de partid în provincia Zhejiang. Li este, în general, perceput de observatori ca fiind pro-business și a exprimat sprijin pentru reformele economice.

## Biografie
Li Qiang s-a născut în orașul Rui'an⁠(d), provincia Zhejiang, în iulie 1959, în casa bunicului matern. Tatăl său, Li Xiju (în chineză: 李锡局), provenea dintr-o familie săracă din satul Dong'ao, orașul Caocun, și a lucrat ca funcționar guvernamental și cadru de partid odată ajuns adult. Mama sa, Ruan Xiulian (în chineză: 阮秀莲), era originară din localitatea Mayu (în chineză: 马屿镇), Rui'an, și în tinerețe își câștiga existența vânzând carne de porc. În copilărie, Li a fost crescut de bunica maternă și de alți membri mai în vârstă ai familiei. A absolvit școala primară și secundară în Mayu.
După finalizarea învățământului secundar, în iulie 1976, la vârsta de 17 ani, Li a devenit muncitor la Stația de Pompe pentru Irigații din Mayu, unde a lucrat până în 1977. Între 1977 și 1978, a fost angajat la Fabrica de Unelte Nr. 3 din Rui'an.
Li Qiang a studiat mecanizarea agricolă la filiala din Ningbo a Universității Agricole din Zhejiang între 1978 și 1982. Ulterior, între 1985 și 1987, a urmat cursuri prin corespondență în sociologie la Universitatea Particulară de Sociologie prin Corespondență din China (în chineză: 中国社会学函授大学), situată la Beijing, instituție care a fost desființată în 2021.
Li Qiang a urmat studii postuniversitare în inginerie managerială la Universitatea Zhejiang între 1995 și 1997. Între 2001 și 2004, a studiat economia mondială la Școala Centrală de Partid. De asemenea, a frecventat Universitatea Politehnică din Hong Kong între 2003 și 2005, unde a obținut în 2005 un titlu de Master Executiv în Administrarea Afacerilor (EMBA).

## Carieră timpurie
Li Qiang s-a alăturat Partidului Comunist Chinez (PCC) în aprilie 1983. A lucrat ca funcționar la Comitetul raional Rui'an al Ligii Tineretului Comunist din China (CYLC) între 1982 și 1983, iar ulterior ca secretar al comitetului între 1983 și 1984. A ocupat apoi funcții progresiv mai înalte în cadrul departamentului provincial pentru afaceri civile. Între 1984 și 1991, a fost mai întâi director adjunct, apoi director al Diviziei de asistență rurală din Departamentul de Afaceri Civile al provinciei Zhejiang. A devenit director al Diviziei de personal a aceluiași departament între 1991 și 1992, iar apoi a fost numit adjunct al șefului Departamentului de Afaceri Civile, funcție pe care a ocupat-o între 1992 și 1996.
În 1996, Li Qiang a devenit membru al Comitetului permanent al Partidului din orașul la nivel de prefectură Jinhua⁠(d) și secretar al Partidului în orașul Yongkang⁠(d) (oraș la nivel de comitat, parte a prefecturii Jinhua). În 1998, a fost numit din nou director adjunct al Oficiului General al Guvernului Provinciei Zhejiang. În anul 2000, a fost promovat ca director și secretar de partid al Biroului pentru Administrarea Industriei și Comerțului din cadrul Guvernului Provinciei Zhejiang.
În 2002, Li Qiang a fost numit secretar al Partidului în orașul la nivel de prefectură Wenzhou. La acea vreme, avea doar 43 de ani și devenise cel mai tânăr secretar de partid din istoria orașului Wenzhou. În timpul mandatului său, a sprijinit dezvoltarea afacerilor private și a susținut industria ușoară, urmărind să transforme Wenzhou într-un „oraș internațional al industriei ușoare”. În 2004, Li a devenit secretar general al Comitetului de Partid din provincia Zhejiang, iar în anul următor a obținut un loc în Comitetul permanent al acestuia. A servit sub conducerea lui Xi Jinping, care era atunci secretar de partid al provinciei Zhejiang, ocupându-se de coordonarea administrativă. În această perioadă, s-a apropiat considerabil de Xi, devenind ulterior cunoscut drept un aliat apropiat al său. În februarie 2011, Li Qiang a devenit secretar pentru Afaceri Politice și Legale al provinciei Zhejiang, iar câteva luni mai târziu a fost numit adjunct al secretarului de partid provincial.
Potrivit Guangming Daily, în 2015, în timpul mandatului său în Zhejiang, Li Qiang i-a spus unui profesor de la Universitatea Zhejiang că guvernul local al provinciei avea nevoie de un think tank independent, asemănător RAND Corporation, pentru a evalua performanțele administrației. Li a subliniat că era „foarte dificil” pentru organizațiile oficiale și pentru funcționarii publici să ofere analize obiective sau să-și critice superiorii. Această sugestie a dus, în 2009, la înființarea unui grup nonguvernamental de experți, la inițiativa profesorului respectiv, cu Li Qiang în calitate de director onorific.

## Mandate locale

### Zhejiang (2012–2016)
După cel de-al 18-lea Congres Național al Partidului Comunist Chinez, Li Qiang a devenit membru supleant al Comitetului Central al PCC. La 21 decembrie 2012, a fost numit guvernator interimar al provinciei Zhejiang, succedându-i lui Xia Baolong, care fusese promovat în funcția de secretar al Partidului la nivel provincial. A fost ales oficial guvernator de către Congresul Popular al Provinciei Zhejiang la 30 ianuarie 2013. În timpul mandatului său, Li a continuat colaborarea cu grupul nonguvernamental de experți pe care îl sprijinise anterior, cerându-le să redacteze rapoarte sincere privind performanța sa administrativă. Nemulțumit de faptul că primele rapoarte nu au fost suficient de critice, Li le-a făcut o vizită pentru a primi feedback direct. El a promovat, de asemenea, reforme ale sistemului de revizuire și aprobare administrativă din Zhejiang.
În 2014, când Zhejiang se pregătea să găzduiască o conferință internațională privind internetul, Li Qiang a propus ca orașul gazdă să fie transformat într-o zonă-pilot unde să fie relaxate restricțiile stricte ale Chinei asupra accesului firmelor occidentale la internet. Totuși, această idee nu a fost aprobată de conducerea centrală. Tot în acea perioadă, Li a inițiat un proiect pentru crearea așa-numitelor „orașe cu caracteristici” – mici localități concentrate pe un anumit tip de afacere, cu un climat favorabil mediului de afaceri și un cadru fizic atrăgător. Printre exemplele din Zhejiang se numără „Orașul Viselor” (Dream Town), destinat antreprenorilor în domeniul tehnologiei, și „Orașul Ciocolatei” (Chocolate Town), dedicat producătorilor de ciocolată. Acest concept a fost aprobat și extins la nivel național de către Xi Jinping. Totuși, potrivit unei relatări din The Economist din 2023, multe dintre aceste „orașe cu caracteristici” au devenit puncte de speculații imobiliare, iar tipurile de afaceri pe care trebuiau să le susțină nu s-au dezvoltat conform așteptărilor.

### Jiangsu (2016–2017)
La 30 iunie 2016, Li Qiang a fost numit secretar al Partidului Comunist Chinez pentru provincia Jiangsu. A fost înlocuit în funcția de guvernator al Zhejiang la 4 iulie 2016, când a fost succedat de Che Jun. Cu un mandat de doar 15 luni, Li a devenit cel mai efemer secretar de partid al Jiangsu din istoria Republicii Populare Chineze. În prima sa lună de activitate, Li a efectuat 12 vizite de teren, acoperind nordul, centrul și sudul provinciei Jiangsu. În timpul mandatului, el a organizat întâlniri cu lideri din mediul de afaceri, inclusiv cu Jack Ma, fondatorul Alibaba Group, pentru a încuraja investițiile în regiune.

### Shanghai (2017–2022)
La 29 octombrie 2017, în urma celui de-al 19-lea Congres al Partidului Comunist Chinez, Li Qiang a fost numit secretar al Partidului pentru municipalitatea Shanghai. Astfel, el a devenit primul oficial care a guvernat consecutiv Zhejiang, Jiangsu și Shanghai. În același an, a fost numit membru al Biroului Politic al Partidului Comunist Chinez. Li este considerat favorabil mediului de afaceri („business-friendly”), promovând politici pro-economice în Shanghai, inclusiv lansarea pieței STAR a Bursei de Valori din Shanghai, destinată companiilor inovatoare. Sub conducerea sa, orașul a înregistrat o creștere a investițiilor străine, printre care se numără și construirea gigafabricii companiei americane Tesla. El a promovat, de asemenea, măsuri menite să faciliteze stabilirea migranților interni în Shanghai, reducând pragul de obținere a permisului de reședință. Totodată, a inițiat crearea a cinci orașe noi în jurul metropolei pentru a reduce presiunea pe oferta de terenuri din centrul urban.
La începutul anului 2022, Shanghai a intrat într-un lockdown strict de două luni, în cadrul politicii naționale „zero COVID”, ceea ce a afectat profund economia locală și a generat critici, Li Qiang fiind învinuit pentru modul de gestionare a situației. Cu toate acestea, potrivit unor surse, Li era relativ deschis ideii de a „trăi cu virusul” și de a relaxa măsurile restrictive. Există opinii conform cărora decizia privind lockdownul nu i-a aparținut integral lui Li, ci a fost impusă de conducerea centrală. Inițial, Li ar fi urmat recomandările unor epidemiologi de top din China, precum Zhang Wenhong, care promova o „strategie flexibilă” în combaterea pandemiei. Cei doi aveau, de altfel, o relație personală apropiată, fiind amândoi originari din Rui’an, un oraș din prefectura Wenzhou. Conform The Wall Street Journal, Li este considerat unul dintre puținii lideri de rang înalt din China care au susținut introducerea vaccinurilor occidentale cu ARN mesager împotriva COVID-19. El ar fi încercat să faciliteze un acord pentru ca firma germană BioNTech să furnizeze vaccinuri în China.

## Prim-ministru (2023–)
În urma primei sesiuni plenare a celui de-al 20-lea Comitet Central al PCC, desfășurată după încheierea Congresului al 20-lea al Partidului în octombrie 2022, Li a fost numit membru al Comitetului Permanent al Biroului Politic al PCC, ocupând a doua poziție în ierarhie. Acest lucru l-a pus practic pe drumul spre funcția de premier, iar analiștii au speculat că lipsa de experiență în cadrul Guvernului Central îl va face să depindă în mare măsură de sprijinul lui Xi pentru a conduce Consiliul de Stat. La 28 octombrie, a fost înlocuit de Chen Jining în funcția de secretar de partid al orașului Shanghai. Reuters a relatat, la 3 martie 2023, citând surse, că Li a susținut relaxarea rapidă a politicii zero-COVID la sfârșitul anului 2022, opunându-se presiunii din partea lui Xi, care dorea o redeschidere mai lentă. De asemenea, s-a relatat că Li a devenit conducătorul grupului operativ al PCC pentru COVID și că a încurajat autoritățile locale să continue relaxarea restricțiilor legate de COVID.
În decembrie 2022, Li a participat la ceremonia de deschidere a celui de-al 13-lea Congres Național al Federației Tuturor Întreprinderilor și Comercianților din China și a rostit un discurs „în numele Comitetului Central al Partidului Comunist și al Consiliului de Stat”, sugerând astfel rolul său în cadrul Consiliului de StatZhang, Phoebe (12 decembrie 2022). „China's Li Qiang steps out of State Council role, pointing to premier's job ahead (Li Qiang din China își asumă rolul în Consiliul de Stat, indicând funcția de premier în perspectivă)” (în engleză). South China Morning Post. Accesat în 15 mai 2025.. Li a preluat oficial funcția de premier la 11 martie, în timpul primei sesiuni a celei de-a 14-a Adunări Naționale a Reprezentanților Poporului, succedându-i lui Li Keqiang. Este prima persoană de la Ciu Enlai încoace care ajunge direct la funcția de premier venind din administrația locală, fără niciun fel de experiență anterioară de lucru în guvernul central, în special ca vicepremier.

### Politica internă
De la preluarea funcției de premier, Li a încercat să îi reasigure pe antreprenorii privați și să restabilească încrederea, după prejudiciile provocate de restricțiile impuse prin politica zero-COVID – ridicate în decembrie 2022 – și de campaniile de reglementare desfășurate de guvern. De asemenea, se pare că l-a convins pe fondatorul grupului Alibaba, Jack Ma, să se întoarcă în China, după ce acesta petrecuse un an în străinătate. La 27 martie 2023, a participat la Forumul pentru Dezvoltare al Chinei, unde a declarat că țara va „respecta neabătut politica de deschidere”. Tot atunci s-a întâlnit cu numeroși directori de companii străine, inclusiv cu Tim Cook de la Apple Inc. și Ray Dalio⁠(d) de la Bridgewater Associates, aflați la prima vizită în China de la încheierea politicii zero-COVID.
În iulie 2023, China a pus capăt intensificării măsurilor de reglementare în sectorul tehnologic, iar Li s-a întâlnit cu reprezentanți ai principalelor companii din domeniu pentru a transmite „cel mai puternic semnal” de sprijin pentru industrie. Ulterior, organisme ale guvernului central și numeroase autorități locale au introdus politici de susținere a economiei platformelor, menite să stimuleze creșterea economică și crearea de locuri de muncă. În cadrul unei ședințe a Consiliului de Stat din august 2023, Li a cerut intensificarea eforturilor pentru atingerea obiectivului anual de creștere economică al Chinei. În septembrie 2023, Li a vizitat mai multe companii de tehnologie, inclusiv Beijing U-Precision Technology, unde a făcut apel la auto-suficiență tehnologică. În noiembrie 2023, Li Qiang a fost numit la conducerea Comisiei Centrale Financiare, un nou organism al PCC care supraveghează sectorul financiar. În ianuarie 2024, Li a solicitat măsuri „energice” pentru stabilizarea pieței bursiere chineze, după ce aceasta a înregistrat scăderi accentuate.
În ianuarie 2024, Li a efectuat o vizită în provincia Hubei, într-un demers menit să sublinieze importanța independenței tehnologice. Cu această ocazie, a vizitat compania Yangtze Memory Technologies, Universitatea din Wuhan, proiecte de gospodărire a apelor, o companie chimică axată pe dezvoltarea ecologică din Yichang, precum și un parc industrial de baterii înființat de Guangdong Brunp Recycling Technology, o filială a CATL. În aceeași lună, a vizitat și provincia Shaanxi, unde a făcut opriri la Shaanxi Fast Auto Drive Group, la ESWIN Technology Group – un producător de semiconductori utilizați în industria auto – și la Western Superconducting Technologies, un producător complet de bare din aliaj niobiu-titan; cu această ocazie, a îndemnat producătorii să își intensifice investițiile în cercetare și dezvoltare. În martie 2024, Li a luat cuvântul la Forumul pentru Dezvoltare al Chinei, unde a lăudat economia chineză și a promis reducerea barierelor pentru companiile străine. În iulie 2024, în cadrul unui simpozion cu lideri ai întreprinderilor de stat, antreprenori privați și economiști, a declarat că economia Chinei se află într-o „funcționare stabilă” și a făcut apel la luarea unor „decizii politice științifice”. În august 2024, în timpul unei ședințe a Consiliului de Stat, Li a cerut introducerea unor politici care să fie „tangibile, eficiente și accesibile atât publicului, cât și mediului de afaceri”. În decembrie 2024, a avertizat autoritățile locale să nu impună amenzi nedrepte întreprinderilor private. Tot în decembrie, a vizitat orașele Hangzhou, Shaoxing⁠(d) și Jiaxing⁠(d) din provincia Zhejiang, unde a promis că va „extinde în mod constant” accesul companiilor cu investiții străine.

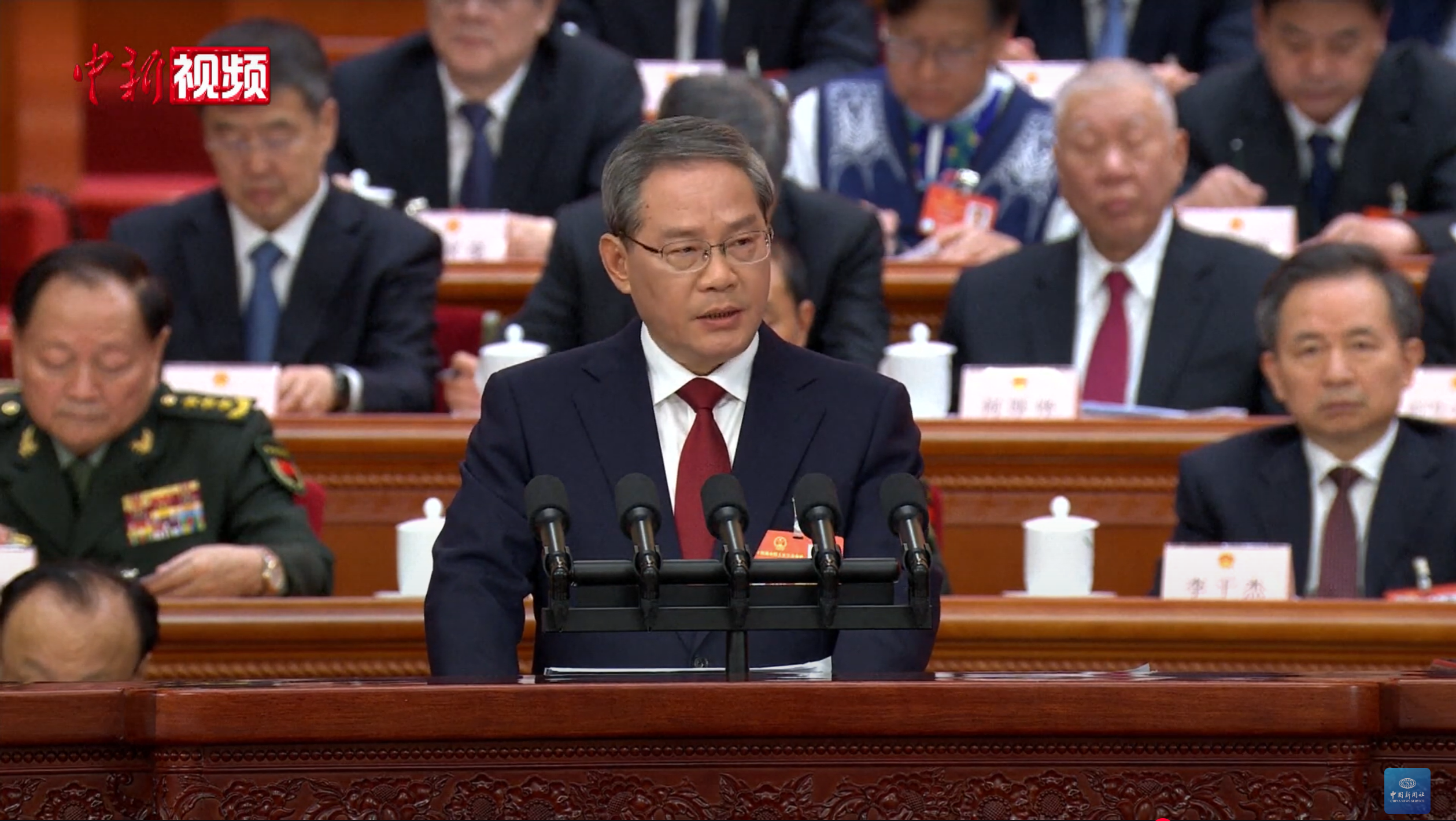
Li Qiang prezentând un raport privind activitatea guvernului în fața Adunării Naționale a Reprezentanților Poporului la 5 martie 2025

În ianuarie 2025, Li a vizitat provincia Shandong, unde a îndemnat oficialii să extindă programele de tip „buy-back” pentru a stimula consumul, să dezvolte infrastructura de încărcare și schimbare a bateriilor, pe fondul creșterii numărului de vehicule electrice, și să accelereze construcția de infrastructuri și proiecte sociale, inclusiv săli sportive și rețele moderne de apă. În februarie 2025, a prezidat o reuniune plenară a Consiliului de Stat, unde a cerut oficialilor să „transforme presiunea în motivație”. Tot în februarie, în cadrul unei ședințe a Consiliului de Stat, Li a anunțat că China va adopta politici țintite pentru a stimula consumul intern. Ulterior, a vizitat centrele de cercetare ale China Telecom, China Unicom și China Mobile – cei trei furnizori de servicii telecom de stat – îndemnându-i să își sporească capacitatea de inovare. În martie 2025, Li a efectuat o vizită în provincia Fujian, unde a îndemnat companiile implicate în comerțul exterior să își diversifice piețele, să inoveze în canalele de distribuție, să crească competitivitatea produselor și să intensifice integrarea dintre comerțul intern și cel internațional. În aceeași lună, a deschis Forumul pentru Dezvoltare al Chinei, unde a declarat că țara este pregătită pentru „șocuri neașteptate”. În aprilie 2025, Li a organizat un simpozion cu economiști și antreprenori, în cadrul căruia a afirmat că China ar trebui „să răspundă incertitudinilor mediului extern prin politici ferme și eficiente”. Tot în aprilie, el a pledat pentru sprijinirea mai amplă a consumului intern.

### Diplomație

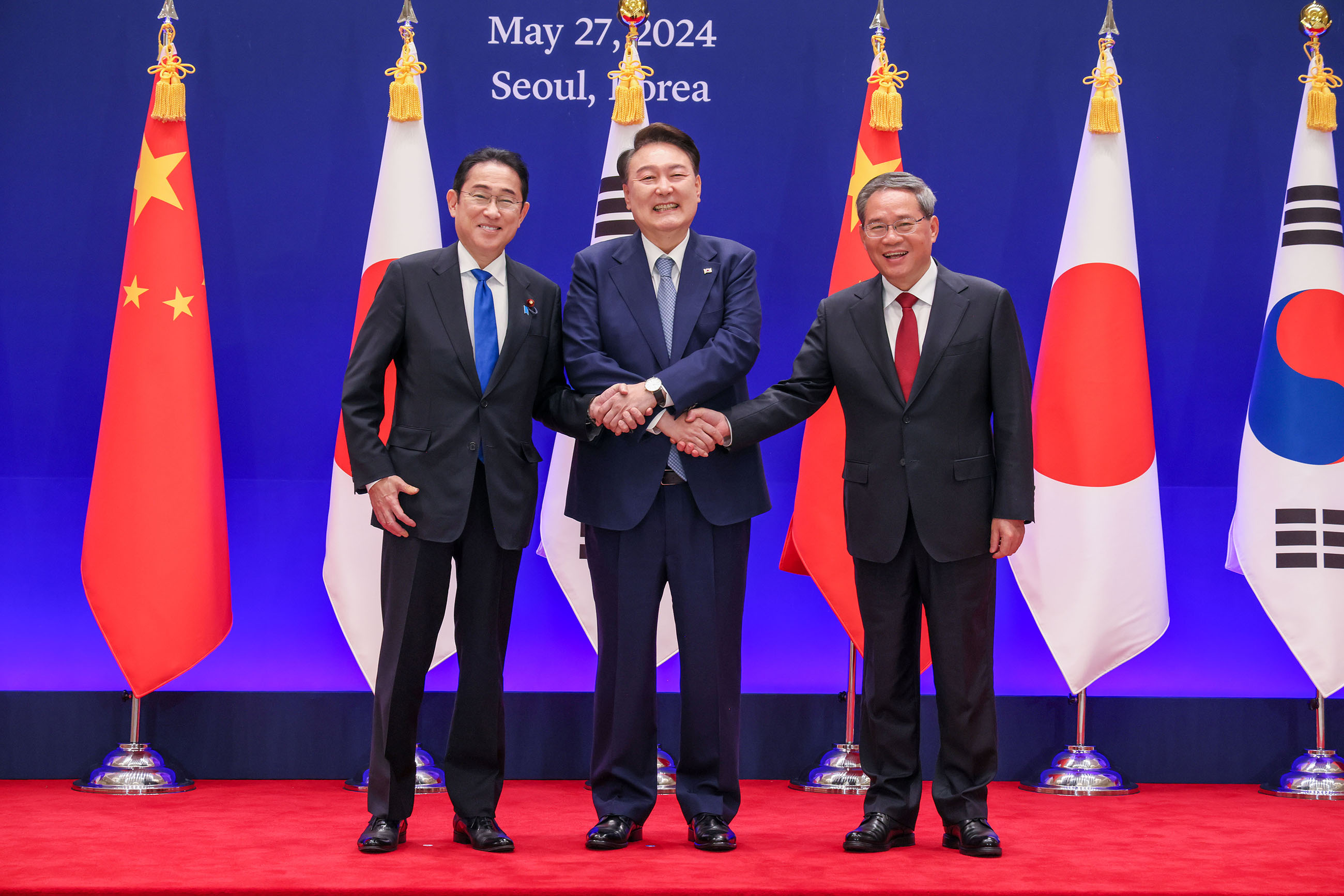
Li alături de prim-ministrul Japoniei, Fumio Kishida, și președintele Coreei de Sud,, la summitul trilateral China-Japonia-Coreea de Sud din 27 mai 2024

În aprilie 2023, Li s-a întâlnit la Beijing cu ministrul de externe japonez Yoshimasa Hayashi⁠(d), în scopul îmbunătățirii relațiilor bilaterale. În luna mai, Li s-a întâlnit cu prim-ministrul Rusiei, Mihail Mișustin, declarând că parteneriatul strategic cuprinzător de cooperare între China și Rusia, „în noua eră”, este solid, și menționând că schimburile comerciale bilaterale dintre cele două țări au crescut cu 40% în decurs de un an.] Pe 19 iunie 2023, Li a început o vizită oficială în Germania – prima sa deplasare externă în calitate de premier – unde s-a întâlnit cu președintele Frank-Walter Steinmeier, cancelarul Olaf Scholz, precum și cu directori ai unor companii germane importante, precum Mercedes-Benz, SAP și Siemens Energy. După patru zile petrecute în Germania, el a călătorit în Franța, pe 21 iunie, unde a avut întâlniri cu președintele Emmanuel Macron, prim-ministrul Élisabeth Borne, dar și cu președintele Consiliului European, Charles Michel. Li a luat cuvântul la cea de-a 14-a ediție a Reuniunii Anuale a Noilor Campioni, organizată de Forumul Economic Mondial la Tianjin, unde a declarat că economia Chinei se menține pe traiectoria dorită și a criticat inițiativele internaționale de „reducere a riscurilor” (derisking).
Între 5 și 8 septembrie, Li a efectuat o vizită la Jakarta, în Indonezia, unde s-a întâlnit cu mai mulți lideri ai ASEAN. De asemenea, Li s-a întâlnit cu alți lideri, precum prim-ministrul australian Anthony Albanese, prim-ministrul japonez Fumio Kishida și președintele sud-coreean Yoon Suk-yeol, în cadrul mai multor summituri, printre care summitul ASEAN Plus Trei și Summitul Asia de Est. Li Qiang s-a întâlnit și cu președintele Indoneziei, Joko Widodo, promițând investiții chineze noi în valoare de 21,7 miliarde de dolari în Indonezia. Între 9 și 10 septembrie, Li a participat la summitul G20 de la New Delhi, reprezentându-l pe șeful statului Xi Jinping, care nu a fost prezent. Acolo, el s-a întâlnit cu mai mulți lideri internaționali, printre care prim-ministrul italian Giorgia Meloni, președinta Comisiei Europene Ursula von der Leyen, președintele SUA Joe Biden, și prim-ministrul britanic Rishi Sunak.
În ianuarie 2024, Li Qiang a vizitat Elveția și Irlanda și a participat la reuniunea anuală a Forumului Economic Mondial de la Davos. În aprilie, Li i-a invitat pe prim-ministrul Țărilor de Jos, Mark Rutte, și pe cancelarul german Olaf Scholz să viziteze China. În luna mai, Li s-a întâlnit la Beijing cu președintele Rusiei, Vladimir Putin. Între 26 și 27 mai, Li a participat la summitul trilateral China–Japonia–Coreea de Sud desfășurat la Seul și s-a întâlnit cu președintele sud-coreean Yoon Suk-yeol și cu prim-ministrul japonez Fumio Kishida.
La mijlocul lunii iunie 2024, Li Qiang a vizitat Noua Zeelandă, unde a fost primit de prim-ministrul neozeelandez Christopher Luxon⁠(d) și de guvernatoarea generală Cindy Kiro⁠(d) pentru a semna acorduri privind comerțul și schimbările climatice. China a fost de acord să extindă regimul de călătorie fără viză pentru cetățenii neozeelandezi, în timp ce Noua Zeelandă a acceptat să sprijine programele de formare în limba chineză și schimburile culturale organizate de Institutele Confucius locale. În martie 2025, el s-a întâlnit cu senatorul american Steve Daines⁠(d), un aliat apropiat al președintelui Donald Trump.

## Viziuni politice

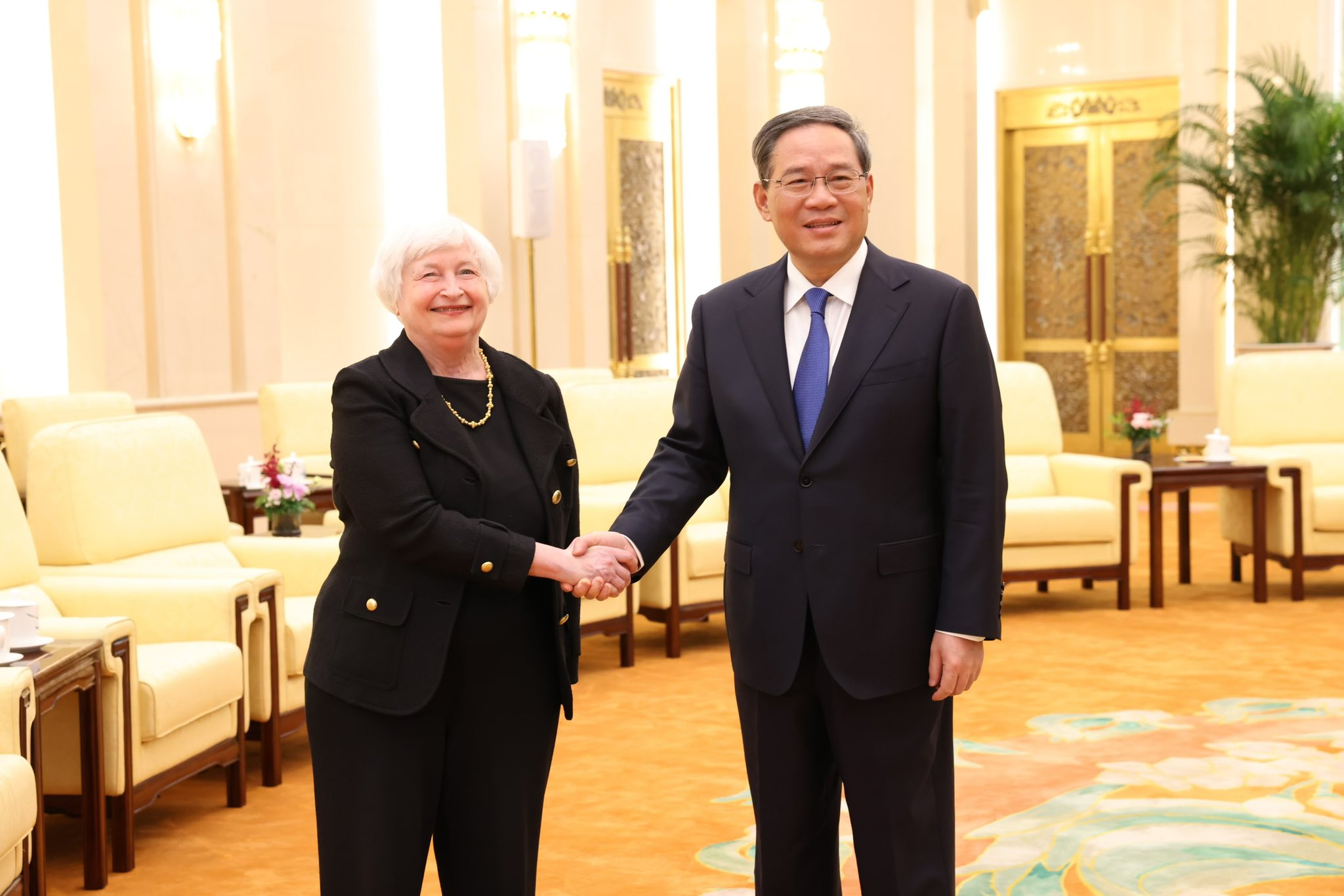
Li Qiang s-a întâlnit cu secretara Trezoreriei SUA, Janet Yellen, în Sala Mare a Poporului, la 7 iulie 2023.

Li este perceput ca fiind pro-business și favorabil reformelor economice, susținând dezvoltarea sectorului privat și a sectorului serviciilor. Potrivit revistei The Economist, „reducerea interferenței birocratice în piață este una dintre temele sale preferate”. În 2003, în timpul mandatului său la Wenzhou, a declarat că „fără economia privată, dezvoltarea urbană a Wenzhou ar fi fost întârziată cu cel puțin un secol”. În 2014, Li a afirmat că „ar trebui să existe mai mulți Alibaba și mai mulți Jack Ma”. În 2015, a spus că reformele economice sunt o chestiune „de viață și de moarte” și că „guvernul nu poate fi un guvern nelimitat”. A mai adăugat că „pentru a construi un guvern modern, limitat, dar eficient, este necesar să se transfere o mare parte din puterea de gestionare către organizațiile sociale”. Potrivit The Wall Street Journal, Li are legături strânse cu Jack Ma. Ziarul a mai relatat că Li a sugerat guvernului să relaxeze măsurile de reglementare împotriva afacerilor și a acționat ca intermediar între mediul de afaceri și autorități în timpul campaniei guvernamentale de reprimare a companiilor private. De asemenea, Li a sprijinit inovațiile în domeniul tehnologiei informației și al inteligenței artificiale, și a pledat pentru o concentrare sporită asupra „economiei reale”.

## Viață personală
Soția lui Li Qiang, Lin Huan, este o funcționară publică pensionată, care a lucrat anterior în cadrul biroului de transporturi al guvernului provinciei Zhejiang. Cuplul are o fiică, Li Ying, care a studiat în Australia.
Neobișnuit pentru politica de rang înalt din China, Li Qiang și-a accentuat identitatea locală, în special legăturile cu orașul Wenzhou. El a înființat Conferința Mondială a Wenzhounenilor (World Wenzhounese Conference) pentru a încuraja membrii diasporei wenzhounese din întreaga lume să investească în orașul natal. În cadrul conferinței din 2013, Li a declarat: „M-am născut și am crescut ca wenzhounean” și „spiritul wenzhounean de a îndrăzni să fii primul și, mai ales, de antreprenoriat puternic m-a inspirat și m-a hrănit mereu”.
În 2024, Li Qiang a fost inclus de revista Time pe lista celor 100 de cele mai influente persoane ale anului (Time 100 Most Influential People of 2024).